# موشيغ الثالث ماميكونيان
موشيغ الثالث ماميكونيان (بالأرمنية: Մուշեղ Գ Մամիկոնյան) كان سبارابت أرميني حارب ضد المسلمين أثناء الفتح الإسلامي لبلاد فارس. قُتل في معركة القادسية عام 636 مع ابنه واثنين من ابناء إخوته بالإضافة إلى الأصبهبذ رستم فرخزاد وجزء كبير من الجيش الساساني.

## عائلته
عائلة موشيغ الثالث ماميكونيان متنازع عليها. المؤرخ الأرمني سيبيوس يسميه ابن دافيث ماميكونيان. بالنسبة إلى كريستيان سيتيباني، ربما كان دافيث هو ابن هامازاسب، الذي كان ابن موشيغ الثاني ماميكونيان. ومع ذلك، كيريل تومانوف يعتبر دافيث هو ابن فاهان الثاني. ومع ذلك، يتفق المؤرخون على أن موشيغ كان الأخ الأكبر لهامازاسب الرابع وغريغور الأول ماميكونيان، وكلاهما أمراء أرمينيا.

## أبنائه
وفقًا لكيريل تومانوف وبعض المؤرخين الآخرين، كان لموشيغ ابن اسمه موشيغ الرابع ماميكونيان، والذي كان أيضًا سبارابت وأمير أرمينيا. 

## مقتله
في عام 636، كان موشيغ الثالث على رأس جيش قوامه 3,000 رجل، ونوفيراك غريغور الثاني أمير سيونيك على رأس 1,000 رجل، الذين كانوا الكتيبة الأرمنية التي انضمت إلى جيش رستم فرخزاد سباهبد القوات الساسانية، الذي كان يستعد لقتال العرب المسلمين الذين كانوا يخيمون في القادسية.
قُتل موشيغ الثالث مع ابني أخيه وابن أخته وابنه غريغور الثاني خلال المعركة، ومن بينهم القائد الساساني رستم فرخزاد وجزء كبير من الجيش الساساني.